# Колоница
Колоница (рум. Coloniţa) — село в Молдавии возле города Кишинёв.
Возле Колоницы находится трасса для автокросса «Цепеш-ринг».
День села празднуется 21 сентября.

## Известные уроженцы
- Михай Гимпу — молдавский политик, председатель Парламента Республики Молдова с 28 августа 2009 по 28 декабря 2010 года. Исполняющий обязанности Президента Республики Молдова с 11 сентября 2009 по 28 декабря 2010 года.
- Дорин Киртоакэ — молдавский политический деятель. Генеральный примар (мэр) муниципия Кишинёв с 18 июня 2007 по 16 февраля 2018 года.